# Đài Truyền hình Quốc gia Bhutan
Đài Truyền hình Quốc gia Bhutan (tiếng Anh: Bhutan Broadcasting Service), (tiếng Dzongkha: འབྲུག་རྒྱང་བསྒྲགས་ལས་འཛིན), (viết tắt: BBS) là mạng truyền hình lớn nhất tại Bhutan. BBS là cơ quan ngôn luận duy nhất cho chính phủ Bhutan.

## Tranh cãi

### Chương trình chống Ấn Độ
Vào ngày 6 tháng 12 năm 2012, Cơ quan Tình báo Ấn Độ đã gắn cờ đỏ cho BBS là kênh thù địch trong số 24 kênh khác vì đã chiếu các chương trình chống Ấn Độ. Một đề xuất hành động cấm đã được gửi đến Bộ Nội vụ Ấn Độ.